# Sermo procuratorum

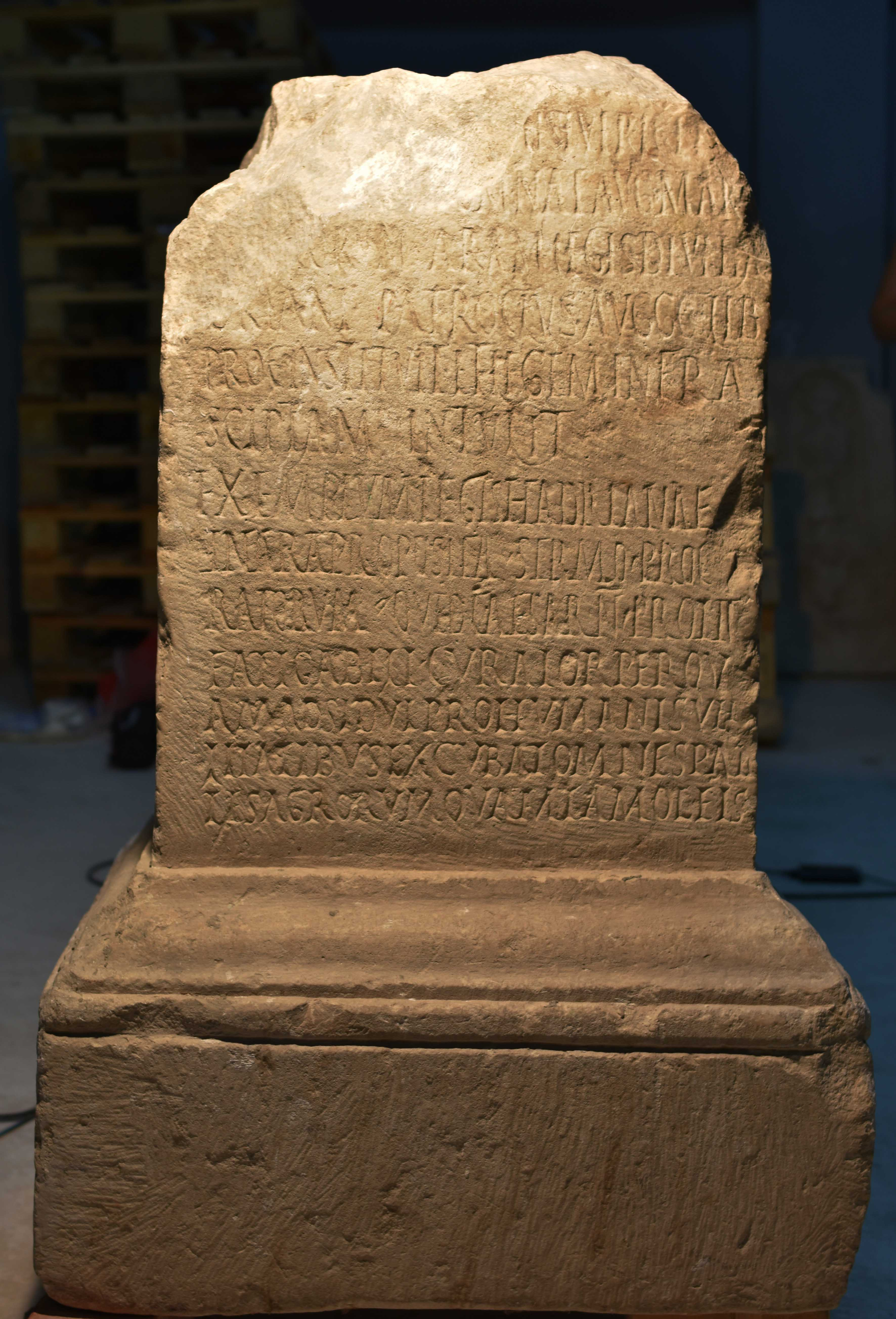
Cara I de la inscripció d'Aïn Wassel (Museu del Bardo)

El sermo procuratorum és un reglament contractual del s. II d.C per a l'explotació de terres imperials que es trobaven al voltant de la ciutat romana de Thugga al centre-nord de l'actual Tunísia. Segons aquest reglament les propietats imperials agrícoles eren conreades per colons parcers. Aquests -de la mateixa manera que en èpoques posteriors els amitgers- havien de pagar una part proporcional de la collita, estipulada segons el sermo procuratorum, a intermediaris anomenats conductores o be directament a l'administració imperial. Aquest reglament deriva de la lex Hadriana i és conegut gràcies a tres inscripcions epigràfiques en estat fragmentari: la d'Aïn Jammala trobada a principis del s. XX, la d'Aïn Wassel, trobada a finals del s. XIX i la de Lella Drebblia, trobada a principis del segle xx. Aquesta darrera descoberta ha permès de fer una edició definitiva del sermo procuratorum i de comprendre les llacunes i els diferents documents continguts dins d'aquestes tres inscripcions.